# コシバKEN
コシバKEN（コシバケン、1980年4月24日 - ）は日本のJ-POPグループであるET-KINGのメンバーで、総合司会及びMCを担当。山口県下関市彦島出身。伊丹市在住。血液型はA型。阪南大学中退。 父親はパンチYOSHINARI。

## 来歴
山口県立西京高等学校時代は剣道部で副キャプテンを務めていた。高校卒業後、阪南大学国際コミュニケーション学部に進学。松本マンションにて、普通の大学生活を送っていたが、在学中に働いたバー「ロコモコ」にターンテーブルが設置してあり、常連客のDJに使い方を教わったことが、音楽を始めるきっかけとなった。
その後、R4（ルートよん）というグループに加入しDJを担当したが、グループは解散。大学も中退してしまう。
この頃が、コシバにとって人生で最も落ちていた時期だといわれる。
しかし何とか音楽を仕事にしたいと考えていたコシバは、イベントで共演経験があり、憧れでもあったET-KINGへの加入を希望する。
同じ松本マンションに住む親友であったET-KINGのNoRi（七番・現在は脱退）を通じてイトキンに参加の意志を伝えたところ、イトキンがあっさりOKする。
2003年、晴れてメンバー入りが決まったが、彼の加入に関してイトキンから他の5人への相談は無く、突然の加入にメンバーは驚いたという。
ET-KINGは大人数なので自分一人増えても大丈夫だし歌えると軽い気持ちでMCでの参加を希望していたが、「なめんな！」ということになり、イトキンに司会を命じられ、そこからET-KING特有の「総合司会」という形態が出来上がった。
ET-KINGの特徴的な衣装である法被(ハッピ)の番号は｢八｣番。
2005年、ET-KINGのメンバーと共同生活を開始すると、トイレ掃除担当。KLUTCH、DJ BOOBYと同じ寝室を使用していた。朝起きてアルバイトに行って、帰ると歌を作って、の繰り返しだった。この７人の共同生活はメンバーが結婚するまでの約３年間続いた。
ET-KINGのメジャー契約に際しDJ BOOBYとコシバKENは当初契約されない方向だったが、イトキンが7人でなければET-KINGではないと交渉し7人でのデビューとなった。
2009年8月13日に行われたイベントで、同年2月に一般女性と結婚、同年8月4日に長女が誕生したことを発表した。この頃ET-KINGが忙しい時で。ほとんど東京に居て、娘の初めての寝返りやハイハイも携帯に送られて来る動画だけでしか見てやれなかった。夜泣きの大変さも体験してない。たまに帰って可愛いとこしか見てなかった。次女の夜泣きの大変さは体験した。
友達から交際に発展し結婚に至った相手について、2008年11月に放送された音楽番組「HEY!HEY!HEY! MUSIC CHAMP」（フジテレビ系）にET-KINGが出演した際、VTRでコメント出演していた女性だと紹介。
2014年、TENNの遺志を継ぎ、大阪のアーティストによるフットサルチーム、DONAIYA OSAKAのキャプテンに。
2014年頃、次女が誕生。
2015年7月1日の活動再開後はMCを担当。ライブではTENNのパートを歌う。
イトキンの死後はマスコミへのインタビュー対応や、ライブでの曲紹介、楽曲によってはイトキンのパートを歌うこともある。

## 人物
好きな食べ物はヤキソバ。しかし、食べ過ぎると「トコロテン方式！」と言いながら嬉しそうにトイレに駆け込む。
嫌いな食べ物はトマト。
好きな映画はボルケーノ・インフェルノ、ポールポジション!愛しき人へ…。
尊敬するミュージシャンはSNAIL RAMP、SPEED。
自称カリデカだが、重度のモルケン。
大のベッカムファンで、ウィニングイレブンではイングランドを愛用。
パワプロも大好きで野球についてよく語るが、リアルで野球に誘われると、極端におびえる。
リアルのサッカーも好きだが、キック力が無いためボールが飛ばないし、あまりうまくもない。
しかし剣道は三段で、インターハイで山口県代表に選ばれるほどの腕前。得意技は激しい突き。
またマージャンでは「中ビーム」や「中西（なかにし）」を繰り出す。
モノマネも得意。
小学校のクラスで、田原俊彦（トシちゃん）のモノマネをして大受けしたのが最初。
その後、桑田佳祐、極楽トンボ、田中要次、マイケル・フェルプス、ペリー、黙れ小鳥！など、次々と新ネタを開発。いまやそのレパートリーは100を超えると言われる

## ライブ
ライブでは、最初にステージへ登場し「おひけいなすって」の台詞で前口上を切る彼のパフォーマンスが、ET-KINGのライブの大きな特徴になっている。

歌の最中は基本的にコーラスとして後ろへ下がるが、曲間に総合司会としてMCトークや観客とのやまびこ発声による煽りを行う。また、コントパートではメインの演者となる。

TENNの死後は、前列に並びMCとしてTENNのパートを歌うことになった。これに関して葛藤があったようであるがイトキンなどとのやりとりの中で解決したようである。

イトキンの死後は曲紹介の他、楽曲によってはイトキンのパートを歌うこともある。

## ET-KING以外の活動

### DONAIYA OSAKA
DONAIYA OSAKAは”音楽” “フットサル” “大阪” の３つのキーワードを軸にET-KING TENNの呼びかけにより関西を中心に活動するアーティストや趣旨に賛同するメンバーで構成されたフットサルチームで、ET-KINGからはチームを纏めるキャップテンのTENN、BUCCI、コシバKENが所属。
2014年、TENNの遺志を継ぎ、DONAIYA OSAKAのキャプテンに。

### 俳優
作・前田耕陽　演出　川浪ナミヲ
刑務所内部の模様を面白おかしく描いた脱獄コメディー、
TEAM54 PRESENT vol,08 「Wall」に　
前田耕陽、浅野彰一、片岡百萬両、平山日和、野口大輔、吉岡幹夫、吉川英一
と出演。
■日程

広島YMCA国際文化ホール
2019年6月2日(日)15:00
東京　新宿シアターモリエール
2019年6月6日(木)19:00
7日(金)19:00
8日(土)13:00/18:00
9日(日)15:00
大阪ABC Hall
2019年6月14日(金)19:00
15日(土)13:00/18:00
16日(日)13:00

### ラジオ
ラジオパーソナリティ

ET-KING コシバKENのwonder for school life - 
エフエム山口　毎週金曜日 19:00～19:55

### 司会
話力を活かし、結婚式やイベントでMCをする。